# Bastasi (Drvar, BiH)
Bastasi je naseljeno mjesto u općini Drvar, Federacija Bosne i Hercegovine, BiH.

## Zemljopis
Od izvora pod Šatorom pa do ušća u Unu kod Martin Broda Unac teče dolinom dugom oko 65, a širokom do 25 km (najviše) i protiče kroz četiri manje kotline (Preodac, Prekaja i Mokronoge, Drvar i Bastasi). Kotline su razdvojene klisurama, kroz koje se Unac probija. Postoji i mnoštvo manjih polja pogodnih za stočarstvo, a mjestimično i za poljoprivredu, kao i ova oko Bastasa (Donji Unac). Cijela dolina je otvorena (i nagnuta) na zapad, prema Uni. Bastasi su najdonje i najsjevernije selo u Unačkoj župi, razmješteno dijelom uz sami Unac, na ravnom dijelu, a djelomično i na tavanastim zaravnima planinskih livada na zapadnoj i istočnoj strani sela. Prema Vrtočama na jugu nema prirodne granice. Prema sjeveru granicu čini potok Misija koji teče kroz urvinsku prodolinu koja također kao i potok nosi ime Misije. Pored Unca ovdje su još vode Bastašica i Misije. Izvori su: Ljeskovac, Pavićevac,Crnomudski Bunar, Točak, Vodica, Adamovića Vrelo, Miljado i Okovir.

## Povijest
Selo Bastasi postoje i kod Bosanskog Grahova, i po nekim tumačenjima zasnovanim na činjenici da su u oba sela pronađeni ostatci naselja iz rimskog doba, ime su dobili po talijanskoj riječi basta - dosta.
U Bastasima je pravoslavna crkva sv. proroka Ilije.
Mještani sela su poznati kao prvi ekolozi na ovim područjima. Vlasnici drvarske celuloze tvrdili su da otpadne vode koje bi oni puštali u Unac neće zagaditi rijeku. Mještani nisu htjeli ni da čuju. Poslije toga su kapitalisti bili primorani da prokopaju desetak kilometara dug odvodni betonski kanal, kojim je otpadna voda iz celuloze zaobilazila selo i zaseoke bastaškog kraja. Bastasi su inače bili administrativni centar drvarske župe prije nego što je to postao Drvar.
Prije samog Desanta na Drvar 1944. godine Josip Broz Tito je uglavnom boravio u Bastasima. Jednom je poslije rata i došao u posjetu selu. Njemu u čast je sagrađen motel "Bastašica".
Nakon rata 1990-ih, u selu je obnovljeno nekoliko stotina kuća, mjesna crkva, podignut je i spomenik poginulim partizanima. Obnovljena je i osnovna škola, ali u njoj nema učenika.

## Stanovništvo

### 1991.
Nacionalni sastav stanovništva 1991. godine, bio je sljedeći:
ukupno: 379
- Srbi - 378
- Hrvati - 1

### 2013.
Nacionalni sastav stanovništva 2013. godine, bio je sljedeći:
ukupno: 136
- Srbi - 135
- Hrvati - 1